# Metoda Padovan
Metoda Padovan lub Reorganizacja Neurofunkcjonalna (NFR) – to alternatywna terapia proponowana w przypadku różnych objawów lub dysfunkcji o podłożu neurologicznym, takich jak  trudności w uczeniu się, zaburzenia rozwojowe, zaburzenia mowy, zaburzenia uwagi, choroby zwyrodnieniowe, urazy mózgu i paraliż, problemy z połykaniem, autyzm, trisomia 21.

## Historia
Metodę tę stworzyła Beatriz Padovan w Brazylii w latach 70. XX wieku. Opiera się ona na pracach Temple Faya (1895-1963) na temat neurologicznej organizacji rozwoju dziecka, na inteligencji sensoryczno-motorycznej opracowanej przez Piageta, a także na teorii chodzenia-mówienia-myślenia Rudolfa Steinera (1861-1925) i na plastyczności mózgu. Skupia się ona na korygowaniu wzorców ruchowych oraz usprawnieniu funkcji neurologicznych. W swojej pracy Padovan zauważyła, że wiele problemów z mową, w tym jąkanie, wynika z zaburzeń w integracji sensorycznej oraz niewłaściwego rozwoju motorycznego.
Od 1980 roku Beatriz Padovan uczy swojej metody na kursach zorganizowanych w Europie i Kanadzie.

## Zasady
Zgodnie z rozumowaniem Beatriz Padovan, metoda ta pozwala nam podążać tą samą ścieżką nerwową od stóp do głowy. Metoda opiera się na zasadzie - niezależnie o tego, jakie zaburzenie ma dziecko, jeżeli jakiś etap jego rozwoju był przebiegał nieprawidłowo, to negatywne skutki tego odczuje cały układ nerwowy. Wyróżnić można kilka zasad: neuroplastyczność (zdolność mózgu przekształcania się i adaptacji poprzez ćwiczenia i stymulację), integracja sensoryczna (lepsze funkcjonowanie języka i mowy), rozwój motoryczny (rozwój motoryki dużej i małej) i podejście holistyczne (terapia nie koncentruje się na konkretnym problemie, tylko uwzględnia całego pacjenta). 

Pomoc dzieciom w nauce prawidłowego poruszania się, przeorganizowaniu czynności ruchowych i odnalezieniu wewnętrznej równowagi, pozwoli im osiągnąć lepszy poziom rozwoju.

## Podstawy naukowe
Wielu badaczy kwestionowało podstawy teoretyczne i brak dowodów naukowych wspierających metodę Padovan.

## Efektywność
Wiele przypadków klinicznych wskazuje na pozytywne efekty zastosowania metody Padovan. Zaobserwowano zwiększenie płynności mowy, poprawę pewności siebie i lepszą kontrolę emocji.
Zaobserwowano i potwierdzono skuteczność terapii w zaburzeniach: artykulacji, rozwoju mowy, rozumienia mowy, orofacjalnych, głosu, neurologicznych, ADHD, niepełnosprawności intelektualnej.